# Mineral Township (Illinois)
Mineral Township est un township du comté de Bureau dans l'Illinois, aux États-Unis,. 